# SCons
SCons ist ein freies Werkzeug für die Entwicklung und Erstellung von Software.
Es ist ein Ersatz für das klassische make-Programm und integriert dabei die Funktionalität von Werkzeugen wie Autoconf, Automake und Compiler-Caches wie ccache. SCons basiert auf der Programmiersprache Python, Konfigurationsdateien können als normale Python-Skripte den vollen Umfang der Sprache nutzen.
Standardmäßig wird C, C++, D, Java, Fortran, Objective-C, Yacc, Lex, Qt, SWIG und das Bauen von TeX- und LaTeX-Dokumenten unterstützt. Andere Sprachen oder Dateiformate können durch den Benutzer mittels sogenannter „Builder“ hinzugefügt werden.

## Beispiel SCons Datei
Die folgende sehr einfache SConstruct-Datei kompiliert die c-Datei hello-world.c mit dem plattformspezifischen Compiler.
```
Program
(
'hello-world.c'
)

```

Das folgende etwas kompliziertere Beispiel erzeugt eine Umgebung, die für das Bauen des Programms hello genutzt wird.
```
env
 
=
 
Environment
()

env
.
Append
(
CPPFLAGS
=
Split
(
'-Wall -g'
))

env
.
Program
(
'hello'
,

            
[
'hello.c'
,
 
'main.c'
])

```

## Funktionsweise
Wird in SCons ein Build angestoßen, so werden zunächst die Abhängigkeiten ermittelt. Dabei werden noch keine Build-Artefakte (z. B. Objekt-Dateien, Bibliotheken oder Executables) erzeugt oder verändert. Im zweiten Schritt werden diese Abhängigkeiten genutzt, um gemäß der Abhängigkeiten die Buildartefakte zu erzeugen, wenn sich dessen abhängige Dateien seit der letzten SCons Ausführung verändert haben.

## Geschichte und verwandte Projekte
SCons’ Softwarearchitektur basiert auf dem 1999 in Perl geschriebenen Cons von Bob Sidebotham. SCons wurde ursprünglich von Steven Knight und Chad Austin, Charles Crain, Steve Leblanc, Anthony Roach geschrieben.
SCons inspirierte wiederum WAF.

## Bekannte Anwendungsbeispiele
- Ardour
- Battlefield 1942
- id Software
- MongoDB[4]
- Nullsoft Scriptable Install System
- SuperCollider
- VMware

## Alternativen
- GNU Build System (Autotools)
- qmake
- CMake
- Make, Project and Workspace Creator